# Johnstonalia
Johnstonalia es un género monotípico de arbustos perteneciente a la familia Rhamnaceae. Su única especie, Johnstonalia axilliflora (M.C. Johnst.) Tortosa, es originaria de Perú donde se encuentra en el Departamento de Cajamarca.

## Taxonomía
Johnstonalia axilliflora fue descrita por (M.C.Johnst.) Tortosa y publicado en Novon 16(3): 433, en el año 2006.
Sinonimia
- Gouania axilliflora M.C.Johnst.	basónimo
- Johnstonia axilliflora (M.C. Johnst.) Tortosa	[3]